# Варжанский, Николай Георгиевич
Николай Георгиевич Варжанский (25 ноября 1881, Овручский уезд, Волынская губерния — 19 сентября 1918, Москва) — церковный писатель, миссионер, преподаватель на кафедре сектоведения Московской духовной семинарии, кандидат богословия, новомученик Церкви Русской.

## Биография
Родился в семье волостного писаря.
Окончил Житомирское духовное училище (1897), Волынскую духовную семинарию (1903) и Московскую духовную академию со степенью кандидата богословия (1907).
Помощник московского епархиального противосектантского миссионера (1908), московский епархиальный миссионер-проповедник, член московского епархиального училищного совета и правления Братства Воскресения Христова, преподаватель истории и обличения сектантства во второклассной церковно-приходской школе при Епархиальном доме (1910).
Коллежский секретарь, организатор и товарищ председателя Варнавинского общества трезвости, делопроизводитель канцелярии обер-прокурора Синода (1911), руководитель пастырских курсов в Московской, Черниговской, Тверской и Финляндской епархиях (1913), титулярный советник (1914).
Преподаватель на кафедре сектоведения Московской духовной семинарии (1915).
Награжден орденами св. Станислава III степени (1912) и св. Анны III степени (1914).
Обвенчан с дочерью священника Неофита Любимова Зинаидой Неофитовной Любимовой, дети: Елена, Константин.
В 1917 делегат V Всероссийского миссионерского съезда и делопроизводитель VIII и IX отделов Поместного собора Православной Российской Церкви 1917—1918 годов.
В мае 1918 года заключен в Бутырскую тюрьму. Расстрелян на Калитниковском кладбище и похоронен за его старой оградой.
В 2000 году прославлен в лике святых как новомученик Церкви Русской, память совершается 5 сентября.
В 2018 году в Москве образовано Миссионерское общество его имени.

## Сочинения
- Как проповедует граф Л. Н. Толстой о Боге. М., 1908 (2-е изд.).
- Новая «универсальная религия» // Миссионерское обозрение. 1908. № 6.
- Ответ христианина на призывную проповедь пашковцев и штундо-баптистов. М., 1909 (2-е изд.).
- Бегите от гибели! М., 1909.
- О бессмертии души. О субботе и воскресении. Почаев, 1910.
- Церковь и секты. Почаев, 1910.
- Оружие правды. М., 1910 (М., 2011).
- Доброе исповедание. М., 1910 (М., 1998).
- В чем вера Л. Н. Толстого. М., 1911.
- О святости Церкви Христовой // Миссионерское обозрение. 1911. № 1.
- Житие и страдание св. апостола Варнавы. М., 1912.
- Тяжкий грех. М., 1912.
- Святое дело. М., 1913.
- Вера рваная. М., 1913.
- За веру Божию. М., 1914 (5-е изд.).
- Образец здравого учения. М., 1914 (5-е изд.).
- Слово здравое. М., 1914.
- Миссионерская самозащита // Вера и разум. 1914.
- Краткий указатель текстов для бесед с сектантами. М., 1915.